# Jāņi
Jāņi ou Jāņu diena est une fête lettone célébrée pendant le solstice d'été. La fête officielle tombe sur le 24 juin, soit le lendemain du solstice d'été. La veille de Jāņi - le 23 juin - s'appelle Zāļu diena [Jour des herbes] ou Līgo,,, la soirée s'appelle Jāņu vakars, la nuit s'appelle Jāņu nakts et le jour suivant est Jāņi. Historiquement, le Zāļu diena est associé au solstice d'été, mais en raison du décalage des dates, la célébration du solstice est parfois décalée à Jāņu diena. Une partie de la diaspora lettone en Sibérie - les descendants des colons lettons du XIXe siècle - célèbrent Jāņi selon l'ancien style les 6 et 7 juillet. 

## Célébration

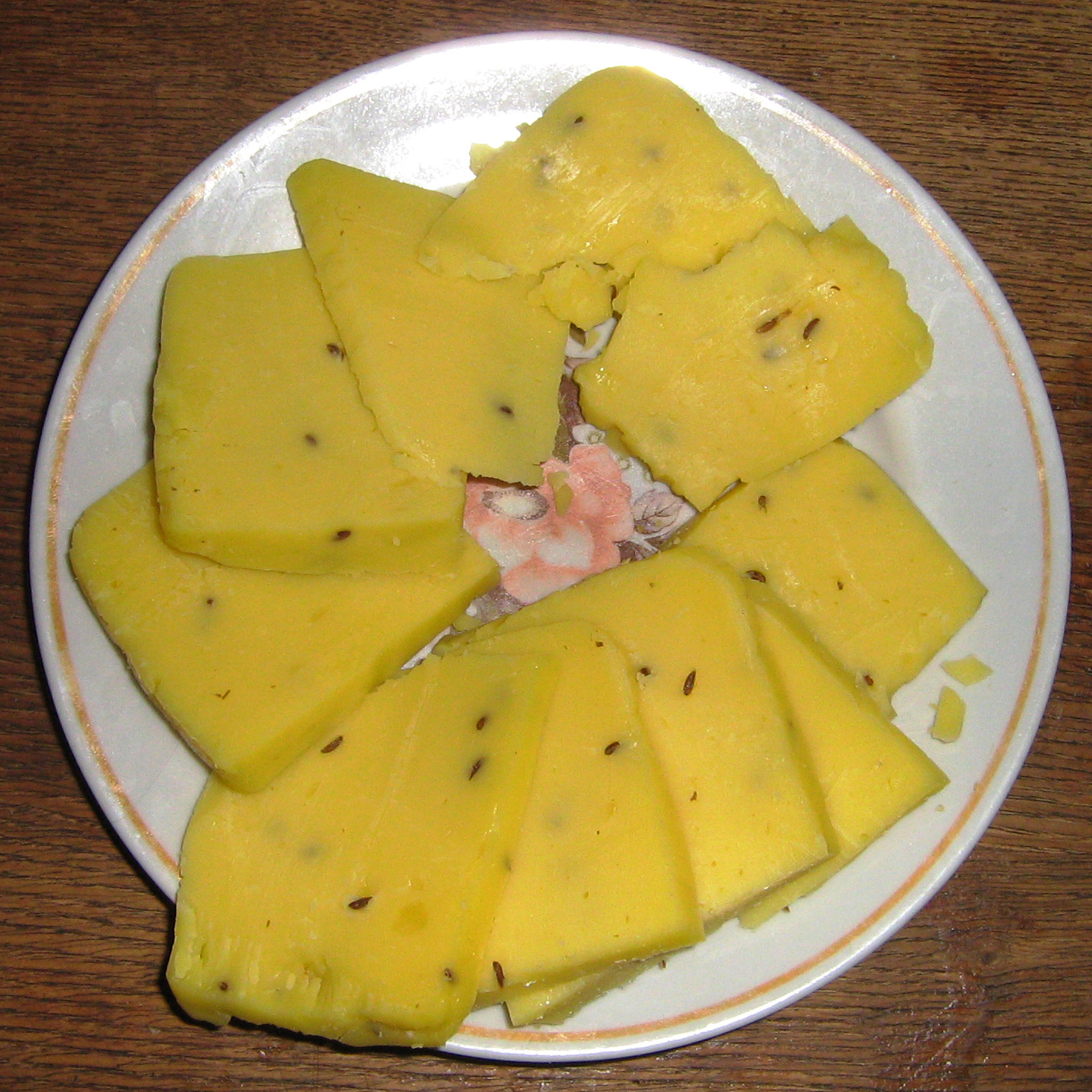
Fromage au cumin de Jāņi.

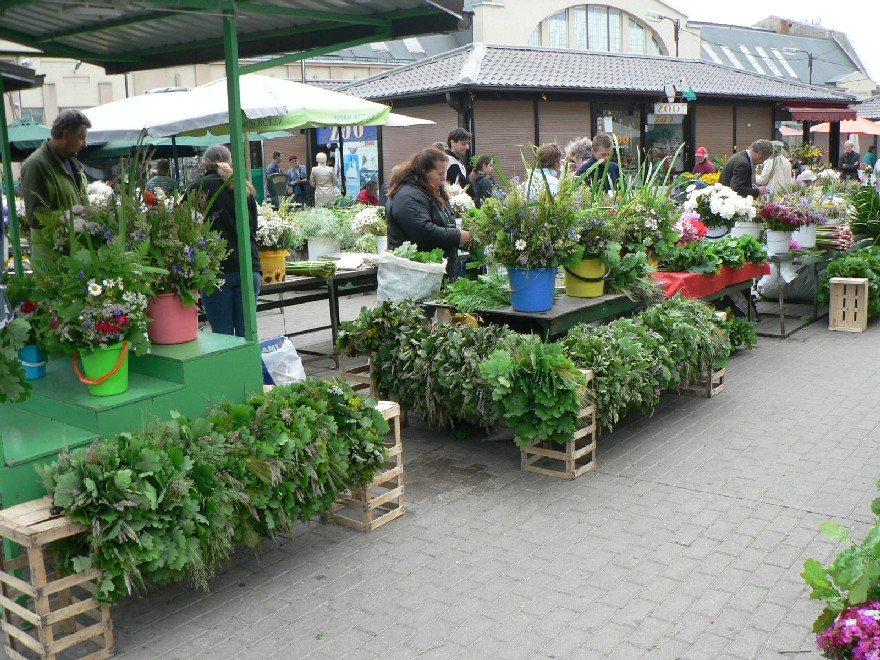
Couronnes traditionnelles au marché de Riga.

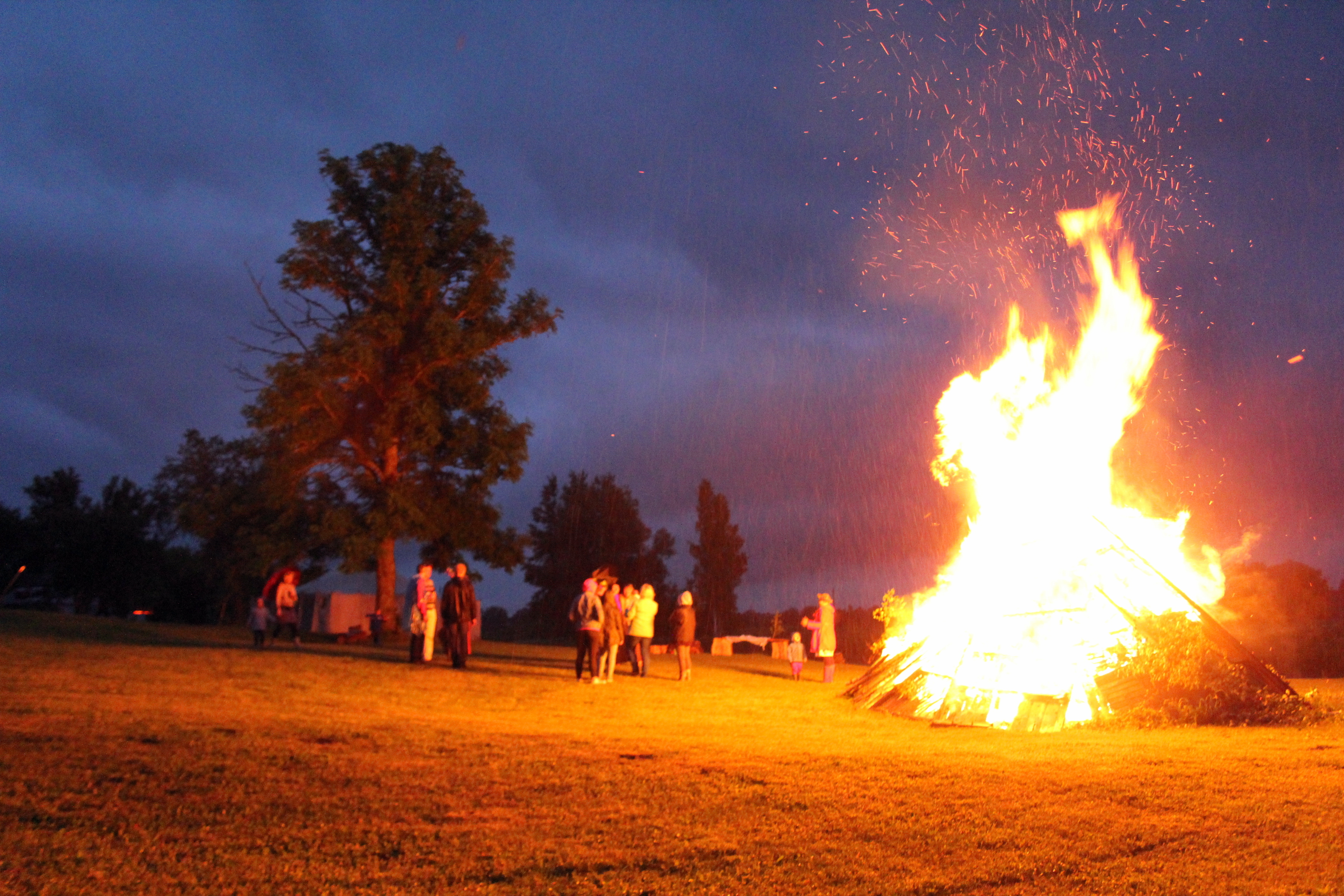
Feu de Jāņi.

Le chant traditionnel occupe une place centrale dans la célébration. Appelé Līgošana, il est associé à la promotion de la fertilité et à la prévention du malheur. Chaque couplet de chanson se termine par le refrain līgo, līgo.... La période du chant commence deux semaines avant Jāņi, atteignant son apogée le soir du 23 juin (Līgo) et dure jusqu'au jour de Māra (le 15 août). Après cela, on ne doit plus chanter. 
L’une des traditions les plus importantes est de faire les couronnes fleuries. Presque toutes les herbes peuvent être utilisées, mais particulièrement les gaillets, les brunelles, les lathyrus, le trèfle, etc. Avec, on décore les chambres, le jardin, la clôture, les murs. Les femmes portent également les couronnes de fleurs, alors que les hommes - les couronnes en feuilles de chêne. Au portail et aux cadres des portes, on attache les branches de sorbier ou de bouleau, pour éloigner les mauvais esprits.
On ne dort pas la nuit, on allume la pūdele - un récipient rempli de goudron ou une roue enduite de goudron, qu'on fixe à l'extrémité d'une perche. On fait brûler les couronnes de l'année précédente et parfois une figure en paille représentant une sorcière.
Le festin se poursuit toute la nuit, presque jusqu'au lever du soleil, dehors près du feu, et aussi en allant de maison en maison. On consomme de la viande grillée et le fromage au cumin appelé Jāņu siers. La boisson traditionnelle de cette journée est la bière.

## Croyances
La recherche d'une fleur de fougère : la trouver pourrait apporter richesse et bonheur. 
Les plus courageux sautent par-dessus le feu un à un ou par deux. Sauter par-dessus les feux de joie débarrasse les gens de « tout ce qui n'est pas nécessaire », tandis que pour les couples, sauter ensemble permet aux flammes de les unir.
Les champs et les gens illuminés par le feu du solstice d'été gagnent en force et en fertilité. Pour cette raison, on ne doit pas dormir toute la nuit.
Les gens boivent de la bière et mangent du fromage afin que l'orge pousse et que les vaches donnent plus de lait l'été suivant. 
Le chant des chansons est associé à la stimulation de la fertilité et à la prévention du malheur.